# Bloomsbury (New Jersey)
Pour les articles homonymes, voir Bloomsbury.
Bloomsbury est une municipalité américaine située dans le comté de Hunterdon au New Jersey.

## Géographie
Bloomsbury est située dans le nord-ouest du comté de Hunterdon, sur la rive sud de la Musconetcong River.
La municipalité s'étend sur 0,91 mille carré (2,36 km2) dont 0,03 mille carré (0,08 km2) d'étendues d'eau.
|                                           | Greenwich Township (en) (comté de Warren) |                    |
| Greenwich Township (en) (comté de Warren) | Bloomsbury                                | Bethlehem Township |
|                                           | Bethlehem Township                        |                    |

## Histoire
La localité est d'abord appelée Johnson's Iron Works, en référence à une usine à charbon de Robert Johnson. Son nom actuel proviendrait de la famille Bloom ou des « fleurs » de fer (en anglais : iron blooms) qui étaient déposées par la Musconetcong River depuis une source dans la montagne Musconetcong.
Bloomsbury devient un borough indépendant du township de Bethlehem le 30 mars 1905.

## Démographie
Lors du recensement de 2010, la population de Bloomsbury est de 870 habitants.